# 義勇忠祠
24°46′25″N 121°01′36″E / 24.773619°N 121.026594°E
義勇忠祠，原稱河南公墓、是位於臺灣新竹市東區金山里的陰廟，在新竹科學工業園區附近，祭祀乙未戰爭時被當地客家人所劫殺的廣東籍清軍，曾被誤會受祭者是荷蘭人。

## 由來
乙未戰爭，唐景崧逃回中國大陸，潰兵四出，臺北城清軍兵勇衝入巡撫衙門等處搶劫、殺人、放火、姦淫。加上唐景崧之前重用被稱為「河南兵」的粵勇，引起臺勇不滿，導致臺勇和粵勇趁機互殺，城中積屍遍地。其中一些粵勇逃到新竹時被殺，有些葬於南壇大眾廟右側。因客家人痛恨河南兵叛逃，甚至有煮食他們的肉，甚至是挖取心肝生吃的慘事。據義勇忠祠的〈義勇忠公履歷錄〉所載，逃到埔頂、金山面二處的粵勇，被殺死的有二十餘命，埋於田野之中。 　 
廟誌也是類似記載，但人數則寫四十餘人。
逃到金山面的粵勇亦有倖存者。據風空黃姓居民表示，以前金山面風空地區鄭家聚落住有一員名為「補鍋生」的河南兵，以補鍋維生，單身未婚。另外1996年11月吳聲泉口述，地方有對河南兵評價不高的諺語：「河南公把水口，人面鬼仔心。」
後來，1994年《聯合報》報導時，當地范玉平等老一輩的說法是這些死者是明鄭時代逃到金山面的荷蘭人，因帶有珠寶等值錢飾物，被當地人所覬覦，就報官府圍剿領賞，結果荷蘭人全被殺。之後金山一帶的居民，覺到夜晚陰風慘慘，更有人看到荷蘭人陰魂不散，遂建名為「荷蘭公廟」的陰廟以慰亡靈。
像是桃園市中壢區的忠義祠也是被報媒報導成荷蘭人。

## 沿革
金山面的粵勇骨骸經多年風雨，土失骨露，妨礙耕作。1900年，地方人士收拾骨骸集中於一處，在金山面庄四方埤邊，以三座大水缸裝置骨骸，修一墳墓祭祀，稱為「河南公墓」。吳、徐、鄭、呂、江、黃、劉、張、林、鄧、龔等十一姓為主的二十五人於該年農曆十一月初二集資龍銀貳拾伍元，成立名為「萬福嘗會」的祭祀組織，推舉吳阿滿、吳明忠、吳勝長、龔阿海此四人管理會金，作為掃墓祭祀之用。
1938年間，金山面大地主鄭邦泗擴大埤塘蓄水量，乃將河南公墓移至上庄伯公祠旁，此祭祀組織運作中斷九年 。該年重建時，當地人范玉平表示看到數十顆人頭骨被拿出來曝曬。
1947年以徐、吳、江、鄭等四姓為主，共計五十四人再度重組祭祀組織，取名為「復興慶壽嘗義勇忠公會」，各捐舊台幣壹仟元，以為會嘗底。1948年冬投票選出鄭水魁、吳阿昌、徐陳阿乾等三人為監事，吳聲響、徐木生、徐陳康等三人為經理。 　　
1990年，新竹科學園區徵收三期土地，金山里上、下庄被徵收，居民四散，聚落乃廢，墓面臨遷移 。1993年12月遷建落成。1994年《聯合報》採訪時，已搬遷到光復路一段89巷旁。金山里第五鄰一帶的居民表示，科學園區三期徵地的土地公廟比屬於陰廟的此廟較小，陽壓不住陰，科學園區的徵地作業才不順利。後來同里建立了金山集福宮。

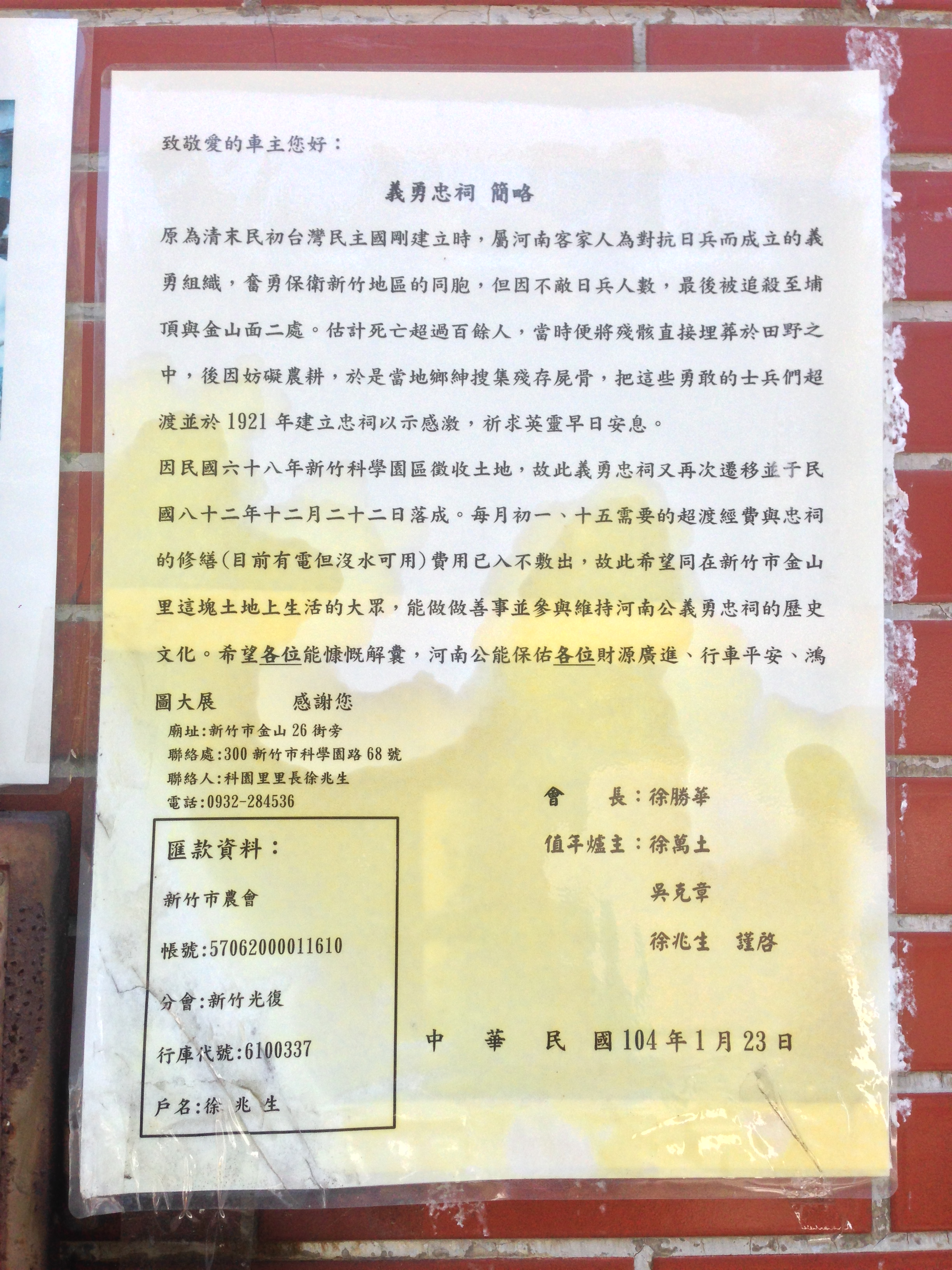
〈義勇忠祠簡略〉寫廟址是金山街26巷。

河南公墓原預遷往三期安遷戶水塔邊，但被光復路一段89巷的住戶反對作罷。之後於1996年12月22日冬至，遷至三期安遷戶最西邊綠地，以新城斷層帶上方十坪左右新建廟宇，廟名改為「義勇忠祠」。 　　

## 祭祀
以三月節、以及七月中元作祭祀。也有爐主的輪流規定。 　　